# Leubatalsperre
Die Leubatalsperre oder „Talsperre Hohenleuben“ ist ein östlich der Stadt Hohenleuben im Landkreis Greiz, Thüringen gelegener, etwa 3,7 km langer, die Leuba stauender See .

## Der Stausee
1975 wurde mit dem Bau der Talsperre begonnen. Sie sollte Brauchwasser für die Landwirtschaft bereitstellen. 1980 begann der Probestau der 5 Millionen Kubikmeter Wasser fassenden, 60 ha einnehmenden Talsperre, die neben der Weidatalsperre und der Talsperre Zeulenroda die dritte größere Stauanlage in der Region ist. Die größte Wassertiefe am Staudamm beträgt 23 m. 1981 wurde die Talsperre übergeben, der erste Vollstau wurde 1982 erreicht. Die Leuba mündet in ihrem weiteren Verlauf nördlich von Hohenleuben in die Weida. Heute dient die Talsperre der Fischaufzucht sowie der Naherholung und der Niedrigwasseraufhöhung. Sie wird von der Thüringer Fernwasserversorgung betrieben.

## Staudamm
Der Staudamm ist ein Steinschüttdamm mit einer geneigten Innendichtung aus Lehm. Der Lehm wurde aus dem Stauraum entnommen. Der Stützkörper wurde aus Tonschiefer aufgebaut, der ebenfalls aus dem Stauraum stammt. Zum Schutz vor Wellenschlag und Erosion wurde der wasserseitige Rand der Dammkrone mit Schotter aus Granit verstärkt. Von einem Betonsporn am wasserseitigen Dammfuß aus wurde ein Dichtungsschleier aus Zement in den Untergrund injiziert.
Die Entnahmeeinrichtungen befinden sich in einem freistehenden Turm im Stauraum, von dem aus ein Stollen etwa in der Mitte durch den Damm führt.